# Бранивоје Јовановић
Бранивој Јовановић (23. мај 1883, Кисиљево — 30. мај 1905, село Петраљица код Куманова)), познат као Војвода Брана, је био пешадијски поручник и четнички војвода.

## Биографија
Веома је мало поузданих историјских података о овом човеку. Зна се да се звао Бранивој Јовановић и да је рођен 1883. године у селу Кисиљеву код Пожаревца. Учествовао је у Мајском преврату, у коме је наводно лично убио једног од команданата дворске страже, капетана Јована Миљковића, а могуће је и команданта гарде (иначе завереника), потпуковника Михаила Наумовића. Похађао је гимназију у Београду и Шапцу и завршио Војну академију у Београду. Чим је добио официрски чин, пријавио се са неколико својих другова као добровољац у четнике-комите и отишао у Македонију да се бори против Турака.
Био је веома храбар и истакао се у бици на Челопеку. После ове битке крстарио је по кривопаланачком крају. Напунио је 22 године када је 1905. године са групом својих четника био опкољен у две куће у селу Петраљици из којих су пружали отпор знатно јачој турској јединици. Турци су запалили кућу у којој су се налазили четници војводе Бране и Богдана али се они нису предавали него су изгинули сви до једнога. Народ је сутрадан из рушевина кућа ископали тела погинулих четника и сахранили у близини Петраљичке цркве.
Војвода Брана је био млад официр са чином потпоручника и никад није званично добио звање војводе али због своје изузетне храбрости и славе коју је стекао, народ из крајева у којима се борио са Турцима су га прозвали четничким Војводом.
На Петровдан 1923. армијски официри I и III армије открили су споменик војводама Хајнцу и Брани и њиховим четницима, на месту, где су јуначки пали. Њихова смрт дуго је опевана у народу. Између два рата био је популаран позоришни комад „Војвода Брана“ и често је игран у Јужној Србији, како се онда звала Македонија

## Признања
- У Београд, Ваљеву и Шапцу једна улица носи његово име Војводе Бране.[2]